# Benedetto Pucilli
Benedetto Pucilli (Tolfa, 28 settembre 1716 – Sezze, 7 aprile 1786) è stato un vescovo cattolico italiano.

## Biografia
Il 29 maggio 1775 fu eletto da papa Pio VI vescovo di Terracina, Priverno e Sezze, dopo aver conseguito da una settimana la laurea in utroque iure alla Sapienza.  Fu consacrato il 24 giugno dello stesso anno dal cardinale Pietro Colonna Pamphili.
Nel 1784 celebrò il sinodo diocesano e ne stampò gli atti.
L'epitaffio sul suo sepolcro nella concattedrale di Sezze recita: A O/ BENEDICTO PVCILLI THVLPHANO / EPISCOPO TARRACINENSIS. PRIVERNENSIS. ET SETINVS. / QVI REPENTINO. DECESSIT. MORBO / VII IDVS APRILIS. AN. MDCCLXXXVI / AETATIS LXXII / OB. INSIGNIA. MERITA / ET. DOCTRINAE. PRAESTANTIAM / CAPITVLVM. BASILICAE. CATHEDRALIS. SETINAE / MONVMENTVM POSVIT.

## Genealogia episcopale
La genealogia episcopale è:
- Cardinale Scipione Rebiba
- Cardinale Giulio Antonio Santori
- Cardinale Girolamo Bernerio, O.P.
- Arcivescovo Galeazzo Sanvitale
- Cardinale Ludovico Ludovisi
- Cardinale Luigi Caetani
- Cardinale Ulderico Carpegna
- Cardinale Paluzzo Paluzzi Altieri degli Albertoni
- Papa Benedetto XIII
- Papa Benedetto XIV
- Papa Clemente XIII
- Cardinale Pietro Colonna Pamphili
- Vescovo Benedetto Pucilli